# ماي جين
ماي جين (بالإنجليزية: May Irwin)‏ هي موسيقية ومغنية وممثلة كندية وأمريكية، ولدت في 27 يونيو 1862 في كندا، وتوفيت في 22 أكتوبر 1938 بنيويورك في الولايات المتحدة.

## وصلات خارجية
- ماي جين على موقع IMDb (الإنجليزية)
- ماي جين على موقع الموسوعة البريطانية (الإنجليزية)
- ماي جين على موقع ميوزك برينز (الإنجليزية)
- ماي جين على موقع أول موفي (الإنجليزية)
- ماي جين على موقع قاعدة بيانات برودواي على الإنترنت (الإنجليزية)
- ماي جين على موقع ديسكوغز (الإنجليزية)
- ماي جين على موقع قاعدة بيانات الفيلم (الإنجليزية)